# Єнґі-Калье (Марказі)
Єнґі-Калье (перс. ينگي قلعه) — село в Ірані, у дегестані Кугпає, у бахші Новбаран, шагрестані Саве остану Марказі. За даними перепису 2006 року, його населення становило 99 осіб, що проживали у складі 39 сімей.

## Клімат
Середня річна температура становить 10,78 °C, середня максимальна – 29,90 °C, а середня мінімальна – -11,42 °C. Середня річна кількість опадів – 263 мм.
| Клімат поселення                              | Клімат поселення | Клімат поселення | Клімат поселення | Клімат поселення | Клімат поселення | Клімат поселення | Клімат поселення | Клімат поселення | Клімат поселення | Клімат поселення | Клімат поселення | Клімат поселення | Клімат поселення |
| Показник                                      | Січ.             | Лют.             | Бер.             | Квіт.            | Трав.            | Черв.            | Лип.             | Серп.            | Вер.             | Жовт.            | Лист.            | Груд.            |                  |
| Середній максимум, °C                         | 4,85             | 6,59             | 11,33            | 17,84            | 22,72            | 28,49            | 29,90            | 29,70            | 25,16            | 18,85            | 12,09            | 6,27             |                  |
| Середня температура, °C                       | −3,28            | −1,55            | 3,19             | 9,70             | 14,58            | 20,35            | 23,96            | 23,76            | 19,22            | 12,92            | 6,14             | 0,32             |                  |
| Середній мінімум, °C                          | −11,42           | −9,7             | −4,95            | 1,58             | 6,45             | 12,20            | 18,02            | 17,82            | 13,28            | 6,96             | 0,21             | −5,6             |                  |
| Норма опадів, мм                              | 35               | 35               | 47               | 40               | 33               | 5                | 2                | 1                | 0                | 10               | 21               | 34               |                  |
| Середньомісячна швидкість вітру, м/с          | 1.87             | 2.41             | 2.99             | 3.11             | 2.62             | 2.46             | 2.50             | 2.36             | 2.22             | 2.13             | 1.83             | 1.55             |                  |
| Середньомісячна сонячна радіація, кДж/м²·день | 8582             | 11379            | 14247            | 17842            | 21942            | 26549            | 25949            | 23696            | 20243            | 14738            | 10576            | 8514             |                  |
| --------------------------------------------- | ---------------- | ---------------- | ---------------- | ---------------- | ---------------- | ---------------- | ---------------- | ---------------- | ---------------- | ---------------- | ---------------- | ---------------- | ---------------- |
| Джерело:                                      |                  |                  |                  |                  |                  |                  |                  |                  |                  |                  |                  |                  |                  |